# Municipio de Dolenjske Toplice
Dolenjske Toplice es un municipio de Eslovenia, situado en el sur del país cerca de la frontera con Croacia, en la región estadística de Eslovenia Sudoriental y región histórica de Baja Carniola. Su capital es la villa de Dolenjske Toplice.
En 2018 tiene 3436 habitantes.
El municipio comprende las localidades de Bušinec, Cerovec, Dobindol, Dolenje Gradišče, Dolenje Polje, Dolenje Sušice, Dolenjske Toplice (la capital), Drenje, Gabrje pri Soteski, Gorenje Gradišče, Gorenje Polje, Gorenje Sušice, Kočevske Poljane, Loška vas, Mali Rigelj, Meniška vas, Nova Gora, Občice, Obrh, Podhosta, Podstenice, Podturn pri Dolenjskih Toplicah, Sela pri Dolenjskih Toplicah, Selišče, Soteska, Stare Žage, Suhor pri Dolenjskih Toplicah, Veliki Rigelj, Verdun pri Uršnih selih.